# Ghassanidi

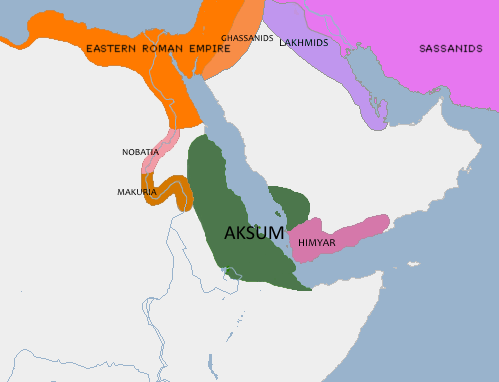
In arancione sfumato, il territorio dei Ghassanidi

I Ghassanidi (in arabo الغساسنة‎?, al-Ghasāsina) furono una popolazione araba cristiana che emigrò nell'anno 250 dallo Yemen alla volta della regione dell'Hawran, nella Siria meridionale. Il termine Ghassān da cui deriva il nome del regno dei Ghassanidi, si ipotizza significhi "una sorgente d'acqua". Fu il principale gruppo di arabi cristiani miafisiti.

## Storia
L'emigrazione ghassanide viene narrata all'interno di un'antica tradizione orale della Siria meridionale. Si dice che i Ghassanidi provenissero dalla città di Ma'rib, nello Yemen, capitale dell'antichissimo regno dei Sabei. Vi era una diga in questa città ma un anno vi fu talmente tanta pioggia che la diga si rovinò e fu spazzata via da un'inondazione di cui parla lo stesso Corano. Così la gente dovette abbandonare i luoghi natii ed emigrò alla volta di terre meno aride e si sparpagliò in un'ampia area del settentrione. Il proverbio "Si dispersero come il popolo di Saba" si riferisce a quest'esodo storico.

Gli emigranti facevano parte della tribù araba yemenita degli Azd. Il re Jafna ibn ʿAmr emigrò con la sua famiglia e raggiunse il settentrione della Penisola (le terre della Siria geografica) e s'insediò nell'Hawran (sud di Damasco) e fondò lo Stato ghassanide. Qui si suppone che i Ghassanidi adottassero la religione cristiana dall'elemento indigeno arameo e dai romani. Gli attuali siriani meridionali sono il risultato della fusione di queste tre popolazioni.
Il regno ghassanide fu un alleato dell'Impero bizantino tanto che i loro re erano chiamati dai Bizantini filarchi, governanti indigeni di entità statali di frontiera legate o soggette a Costantinopoli, e súmmakoi (alleati). La capitale era Damasco, ma la dinastia risiedette occasionalmente anche ad al-Jābiya, sulle alture del Golan, oltre che e a Jilliq e Ḥumayr.
Geograficamente il regno occupava gran parte della Siria geografica (dunque dell'attuale Siria, Palestina, Giordania e Ḥijāz settentrionale, fino a sud di Yathrib (Medina). Agiva da guardiano delle rotte mercantili, sorvegliava le attività delle tribù beduine ed era un serbatoio d'uomini per gli eserciti bizantini. Il sovrano ghassanide al-Ḥārith b. Jabala (che regnò dal 529 al 569) appoggiò i Bizantini contro i persiani sasanidi e per questo gli fu attribuito il titolo di  patricius nel 529 dall'imperatore Giustiniano I.
Al-Ḥārith era un cristiano Miafisita; contribuì a far rivivere la Chiesa Giacobita Siriaca monofisita e sostenne il monofisismo malgrado Costantinopoli lo considerasse un'eresia. Più tardi i Bizantini diffidarono dei Ghassanidi e perseguitarono le comunità cristiane monofisite, favorendo indirettamente la successiva affermazione islamica nelle regioni siro-palestinesi, deponendo infine il re al-Mundhir (regno: 569-582) e al-Nuʿmān.
I Ghassanidi, che s'erano con successo contrapposti ai Lakhmidi di al-Ḥīra (Iraq meridionale e Arabia settentrionale), alleati dei Persiani, prosperarono economicamente e s'impegnarono nell'edificazione di numerose costruzioni religiose e civili. Furono anche patroni delle arti e in un'occasione ospitarono i famosi poeti arabi Labīd ibn Rabīʿa, Nābigha al-Dhubyānī e Ḥassān ibn Thābit nella loro corte. I Ghassanidi restarono uno stato vassallo dei Bizantini fin quando i loro sovrani non furono abbattuti dai musulmani nella conquista della Siria-Palestina, all'epoca del secondo Califfo ʿUmar ibn al-Khaṭṭāb nel VII secolo, conclusasi con la vittoria islamica nella battaglia del Yarmuk. Fu in questa battaglia che 12.000 arabi ghassanidi furono sconfitti dai musulmani di Khālid b. al-Walīd. La loro reale potenza era però di fatto già finita con l'invasione dei loro territori da parte dei Persiani nel 614, nel quadro del pluridecennale conflitto che essi ebbero con i Bizantini.

Una tradizione islamica narra che il loro ultimo sovrano, Jabala b. al-Ayham, si fosse recato a Medina dal califfo ʿUmar per convertirsi ma, vedendosi trattato non meglio d'un qualsiasi beduino, se ne fosse tornato offeso in Siria, preferendo restare cristiano.
Attualmente il capo del ramo principale della casata è il principe Gharios di Ghassan, mentre numerose altre famiglie cristiane di Libano, Giordania, Siria e Palestina affermano di discendere dalla dinastia ghassanide, inclusi i Maʿlūf e i Jabara (Gebara).

## Sovrani ghassanidi
1. Jafna I ibn ʿAmr (220-265)
2. ʿAmr I ibn Jafna (265-270)
3. Thaʿlaba ibn ʿAmr (270-287)
4. al-Ḥārith I ibn Thaʿlaba (287-307)
5. Jabala I ibn al-Ḥārith I (307-317)
6. al-Ḥārith II ibn Jabala "ibn Māryā" (317-327)
7. al-Mundhir I al-Asghar ibn al-Ḥārith II (327-330) con...
8. al-Ayham ibn al-Ḥārith II (327-330) e...
9. al-Mundhir II al-Asghar ibn al-Ḥārith II (327-340) e...
10. al-Nuʿmān I ibn al-Ḥārith II (327-342) e...
11. ʿAmr II ibn al-Ḥārith II (330-356) e...
12. Jabala II ibn al-Ḥārith II (327-361)
13. Jafna II ibn al-Mundhir I (361-391) con...
14. al-Nuʿmān II ibn al-Mundhir I (361-362)
15. al-Nuʿmān III ibn ʿAmr ibn al-Mundhir I (391-418)
16. Jabala III ibn al-Nuʿmān (418-434)
17. al-Nuʿmān IV ibn al-Ayham (434-455) con...
18. al-Ḥārith III ibn al-Ayham (434-456) e...
19. al-Nuʿmān V ibn al-Ḥārith (434-453)
20. al-Mundhir II ibn al-Nuʿmān (453-472) con...
21. ʿAmr III ibn al-Nuʿmān (453-486) e...
22. Hijr ibn al-Nuʿmān (453-465)
23. al-Ḥārith IV ibn Hijr (486-512)
24. Jabala IV ibn al-Ḥārith (512-529)
25. al-Ḥārith V ibn Jabala (529-569)
26. al-Mundhir III ibn al-Ḥārith (569-581) con...
27. Abū Kirab al-Nuʿmān ibn al-Ḥārith (570-582)
28. al-Nuʿmān VI ibn al-Mundhir (582-583)
29. al-Ḥārith VI ibn al-Ḥārith (583)
30. al-Nuʿmān VII ibn al-Ḥārith Abū Qirab (583- ?)
31. al-Ayham ibn Jabala (? -614)
32. al-Mundhir IV ibn Jabala (614- ?)
33. Sharaḥīl ibn Jabala (? -618)
34. ʿAmr IV ibn Jabala (618-628)
35. Jabala V ibn al-Ḥārith (628-632)
36. Jabala VI ibn al-Ayham (632-638)